# Kurilsko otočje
Kurilsko otočje (rusko Кури́льские острова́, Kuril'skie ostrova, japonsko 千島列島, Chishima rettō 'tisoč otokov') je skupina 56 vulkanskih otokov, ki se nahajajo severovzhodno od japonskega otoka Hokaido in južno od ruske Kamčatke. Otočje je last Rusije in spada pod Sahalinsko oblast. Rusi so otoke zasedli 3 dni po oznanitvi japonske predaje v drugi svetovni vojni v skladu z dogovorom doseženim na Jaltski konferenci. Japonska (in nekatere druge države) štiri južne otoke definira kot okupirane s strani Rusije in jih vključuje pod prefekturo Hokaido, kar je predmet spora med državama vse do danes.

## Geografija
Kurilsko otočje je nastalo kot posledica vulkanske dejavnosti ob t. i. ognjenem obroču (tihomorska tektonska plošča), ki obkroža Tihi ocean. Otoki so vrhovi podvodnih vulkanov, ki se strmo spuščajo na morsko dno. Otoška veriga ima 100 vulkanov od katerih jih je 40 še vedno aktivnih, veliko je tudi gejzirjev in toplih vrelcev. Zaradi tektonskih premikov so otoki neprestano izpostavljeni potresni dejavnosti, ki občasno doseže tudi magnitudo 8,5. Najvišji točki v celotnem otočju sta 2339 m visok vulkan na otoku Atlasov, na severnem koncu otočja in 1819 m visok vulkan na otoku Kunašir, na južnem koncu otočja.
Večina otokov je posejana z ognjeniškimi kraterji ter vulkanskimi jezeri. Površina je kamnita, tam, kjer to teren dopušča, tla prerašča trava in grmičevje, na jugu pa tudi gozdovi. Preko strmih vulkanskih pobočij in pečin se v morje izliva nešteto potokov in manjših rek. Obala se razlikuje od otoka do otoka, ta je večinoma skalnata, marsikateri otok obdajajo visoke pečine. 
Podnebje je ostro z dolgimi in ostrimi zimami ter kratkimi in meglenimi poletji. Čez leto zapade med 760 in 1000 mm padavin, večina teh pade v obliki snega. Nizke temperature vplivajo tudi na vegetacijo. Tako na severnih otokih prevladuje večinoma tundra, na južnih pa uspevajo tudi iglavci in listavci. Zaradi vulkanskega pepela in ptičjega gvana je zemlja izredno rodovitna, zato na njej uspevajo tudi nekatere kulturne rastline.

## Zgodovina
Po zgodovinskih virih so bili prvi prebivalci otokov ljudstvo Ainu.  Še danes zaradi pomanjkanja dokazov ni popolnoma pojasnjeno, kako so prišli tja. Otoki so pod japonsko upravo prišli v 17. stoletju čeprav so Japonci za njihov obstoj vedeli že vsaj 400 let prej. V tem obdobju so se za otoke začeli zanimati tudi Rusi, ki so v njihovo okolico začeli pošiljati lovske in raziskovalne odprave. Vendar te odprave nikoli niso plule južneje od otoka Urup. V 18. stoletju so Rusi postavili svojo postojanko na otoku Iturup, da bi tujcem preprečili vstop na severni del Kurilskih otokov. Leta 1811 je prišlo do incidenta v katerem so japonski samuraji zajeli posadko ruske raziskovalne ladje, Rusi pa so kot povračilo zajeli japonske trgovce. Ta incident je spodbudil obe strani, da sta se začeli pogajati o poteku meje, ki do takrat še ni bila določena. Meja je bila določena leta 1855 med otokoma Iturup in Urup, otoka Sahalin pa je bilo nekakšno nevtralno območje med obema državama . To se je spremenilo leta 1875, ko se je Japonska odpovedala po ozemeljskih zahtevah Sahalina v zameno pa je dobila vso Kurilsko otočje. 
Med rusko-japonsko vojno je v okolici otokov prišlo do manjših bojev. Ko se je vojna končala so Japonci v skladu z mirovnim dogovorom in dogovorom o ribiških pravicah dobili pravico do ribolova v ruskih vodah. Po koncu prve svetovne vojne leta 1918 so japonske sil skupaj z Američani okupirale južni del Kamčatke. Okupacija je trajala do leta 1925.
Med drugo svetovno vojno je Kurilsko otočje igralo pomembno vlogo pri obrambi japonskega otočja. Na številnih otokih so bila močno utrjena japonska vojaška oporišča. Novembra 1941 je admiral Isoroku Yamamoto na otoku Iturup skril svojo floto pred napadom na Pearl Harbor. Med vojno so bili otoki s strani Američanov tarča številnih bombnih napadov, okoli njih pa so delovale tudi ameriške podmornice. Ko se je vojna bližala koncu so Američani s povečano dejavnostjo okoli Kurilskih otokov poizkušali Japonce prepričati, da bo glavni napad na Japonsko prišel iz severa, zato so ti posadko na otokih iz 8000 vojakov povečali na 41.000. Rusi so otoke napadli 18. avgusta 1945. Po zavzetju je bila leta 1946 celotna japonska populacija izgnana. 
Kmalu po koncu vojne so se že začeli kazati prvi znaki hladne vojne. Med avgustom in septembrom 1945 so ameriška letala večkrat preletela Kurilske otoke, rusko letalstvo je ameriška letala prestreglo ter jih prisililo pristati ali pa jih je pregnalo iz ruskega zračnega prostora.

## Trenutno stanje in ekonomija
Po statističnih podatkih iz leta 2003 je na otokih živelo med 16.000 in 17.000 ljudi različnih narodnosti. Približno polovica teh živi pod pragom revščine. Po razpadu Sovjetske zveze so se gospodarske razmere na otokih drastično poslabšale, zato se je veliko ljudi odselilo. Otoke je zapustila tudi vojska, z njo pa so odšle številne družine in gospodarska dejavnost vezana na vojsko. V novem tisočletju so se gospodarske razmere v Rusiji začele počasi izboljševati, kar se je pokazalo tudi na Kurilskih otokih. V nekaj letih so bile zgrajene številne nove stavbe in ceste. Ribištvo je na otokih glavna industrijska dejavnost. Zaradi redkih kovin in ribolovnih področij imajo otoki izredno pomemben gospodarski pomen. V zadnjem času je zanimivo postalo tudi pridobivanje geotermalne energije.

## Spornost lastništva otokov
Od leta 1951, ko je Japonska v San Franciscu podpisala mirovni sporazum in se s tem odrekla otokom, otoki predstavljajo jabolko spora med Japonsko in Rusijo, saj Japonci ne priznavajo ruske suverenosti nad vsemi otoki v arhipelagu. Mirovni sporazum v San Franciscu ni eksplicitno navajal Sovjetske suverenosti nad otočjem. Japonska trdi, da štiri južni otoki niso del Kurilskega otočja in zato niso predmet sporazuma ter ji pripadajo. Rusija pa medtem trdi, da se je suverenost Sovjetske zveze nad otoki potrdila v povojnih dogovorih.
Prva pogajanja o vrnitvi otokov so se začela leta 1956 s podpisom mirovnega sporazuma med Japonsko in Sovjetsko zvezo. Japonska je zavrnila ponudbo po kateri bi dobila dva južna otoka v zameno za umik ozemeljskih zahtev po dveh večjih južnih otokih. V času hladne vojne so pogajanja nekoliko zamrla, Kurilski otoki pa so postali t. i. zaprto območje in so bili pod strogim nadzorom Rdeče armade. Po razpadu Sovjetske zveze sta se javnost in politika ponovno začeli zanimati za otoke. 
V 21. stoletju so pogajanja okoli spora postala bolj intenzivna. Po več letih omiljevanja teženj Japonske, je ta po ruski invazija na Ukrajino močno zaostrila retoriko in otoke med drugim definirala kot »ilegalno okupirane«, Rusija se je umaknila iz vseh pogovorov o ozemeljskem sporu. V sledečem stopnjevanju napetosti se je Rusija umaknila iz dogovorov, ki so japonskim ladjam omogočali ribolov v okolici štirih južnih otokov ter organizacijo Japoncev, ki jih je Sovjetska zveza izgnala iz otočja definirala kot »nezaželeno organizacijo«.
Določen del staroselskega ljudstva Ainu tudi zahteva lastništvo nad določenim delom otočja na podlagi dejstva, da so tam živeli pred prihodom japonskih in ruskih naseljencev.
Evropski parlament je leta 2005 v resoluciji Rusijo pozval, naj Japonski »vrne okupirane južne Kurilske otoke«. ZDA štiri južne otoke priznava kot del Japonske. Kitajska je trenutno uradno nevtralna, v preteklosti pa je sprva podpirala Sovjetsko zvezo in kasneje Japonsko. Južna Koreja je uradno nevtralna. Ukrajina otoke od 2022 definira kot »začasno okupirane s strani Rusije«.

## Seznam otokov
Severni Kurili (Kita-chishima / 北千島)
- Šumšu (rusko Шумшу; Shumushu / 占守島)
- Ostrov Atlasova (Остров Атласова; Araido / 阿頼度島)
- Paramušir (Парамушир; Paramushiru, Horomushiro / 幌筵島)
- Ostrov Anciferova (Остров Анциферова; Shirinki / 志林規島)
- Makanruši (Маканруши; Makanru / 磨勘留島)
- Onekotan (Онекотан; Onnekotan / 温禰古丹島)
- Harimkotan (Харимкотан; Harimukotan, Harumukotan / 春牟古丹島)
- Ekarma (Экарма; Ekaruma / 越渇磨島)
- Čirinkotan (Чиринкотан; 知林古丹島)
- Šiaškotan (Шиашкотан; Shasukotan / 捨子古丹島)
- Rajkoke (Райкоке; 雷公計島)
- Matua (Матуа; Matsuwa, Matsua / 松輪島)
- Rasšua (Расшуа; Rasutsuwa, Rashowa, Rasuwa / 羅処和島)
- Ušišir (Ушишир; Ushishiru / 宇志知島)
- Ketoj (Кетой; Ketoi / 計吐夷島)
- Simušir (Симушир; Shimushiru, Shinshiru / 新知島)
- Ostrov Broutona (Остров Броутона; Buroton, Makanruru / 武魯頓島)
- Čirpoj (Чирпой; Chirihoi, Chieruboi / 知理保以島)
- Brat Čirpojev (Брат Чирпоев; Chirihoinan / 知理保以南島)
- Urup (Уруп; Uruppu / 得撫島)

Južni Kurili (Minami-chishima / 南千島)
- Iturup (Итуруп; Etorofu / 択捉島)
- Kunašir (Кунашир; Kunashiri / 国後島)
- Šikotan (Шикотан; 色丹島)
- Habomai (Южно-Курильская гряда; Habomai Shotō / 歯舞諸島)
  - Ostrov Polonskogo (Остров Полонского; Taraku / 多楽島)
  - Zeljoni (Зелёный; Shibotsu / 志発島)
  - Jurij (Юрий; 勇留島)
  - Ostrov Anučina (Остров Анучина; Akiyuri / 秋勇留島)
  - Ostrov Harkar (Остров Харкар; Harukaru / 春苅島)
  - Ostrov Tanfiljeva (Остров Танфильева; Suishō / 水晶島)
  - Signalni (Сигнальный; Kaigara / 貝殻島)